# Isoscelipteron fulvum
Isoscelipteron fulvum là một loài côn trùng trong họ Berothidae thuộc bộ Neuroptera. Loài này được A. Costa miêu tả năm 1863.